# RCN Przebędowo
RCN Przebędowo – maszt radiowy o wysokości ok. 195 metrów, który znajdował się w Przebędowie w województwie wielkopolskim. Zlikwidowany w 1999 roku.

## Historia
Maszt oraz całą radiostację uruchomiono 1 grudnia 1959 roku. Radiostacja była wyposażona w dwa nadajniki o mocy 150 kW produkcji radzieckiej, lampowe w stopniach mocy 8× GU23A chłodzone wodą, pracujące na modulacji anodowo-ekranowa. 
Planowano instalację nowego nadajnika o mocy 750 kW, jednak nie została zrealizowana. Na początku 1998 roku zakończono eksploatację nadajników i zdemontowano je. Sama konstrukcja masztu została rozebrana rok później. Budynki radiostacji nie zostały rozebrane.